# Partido Centro Unionista
El Partido Centro Unionista (PCU) fue un pequeño partido político panameño conservador regionalista, que estuvo activo en la provincia de Los Santos entre las décadas de 1920 y 1940.
Sólo obtuvo un escaño dentro de la Asamblea Nacional en las elecciones de 1932. José Evaristo Mora P. fue el fundador y principal líder del partido.